# Сорока Семен Климович
Семен Климович Сорока (3 серпня 1928, Кричильськ, Сарненський район Рівненська область — 21 листопада 2017, Кропивницький) — правозахисник, зв'язковий УПА, громадсько-політичний діяч. Почесний громадянин Кропивницького.

## Біографічні відомості
Народився 3 серпня 1928 року на Рівненщині у сім'ї хліборобів.
Уже у 15-річному віці був зв'язковим в Українській Повстанській Армії. В 1952 році заарештуваний і засуджений як політв'язень на 25 років таборів. Звільнений у 1959 році, реабілітований у 1992 році. У 1962 році вступив до Кіровоградського педінституту на спеціальність «Біологія», а в 1964 році продовжив навчання в Київському університеті імені Т. Г. Шевченка. 
У 1988 році створив у Кіровограді правозахисну організацію, осередок Української Гельсінської Спілки.
З 1990 по 1997 роки очолював Кіровоградську організацію Української Республіканської партії, а в 1997-2004 роках — Кіровоградське обласне Товариство політичних в'язнів і репресованих.
Учасник Революції Гідності.
Помер 21 листопада 2017 року.

## Нагороди
- Орден «За заслуги» II ступеня (2015)[1]
- Орден «За заслуги» III ступеня (2005)[2]
- Почесний громадянин Кропивницького (2018, посмертно)

## Вшанування пам'яті
На будинку де проживав С.К. Сорока відкрито меморіальну дошку.